# Henri Sicre
Henri Sicre (Rabat, Marroc, 26 de juny del 1935) és un polític francès, alcalde de Ceret i diputat a l'Assemblea Nacional Francesa per la Catalunya del Nord.

## Biografia
Treballà com a inspector de finances i milita al Partit Socialista, amb el qual fou alcalde de Ceret el 1983-º995 i 1996-2001, i també fou membre del Consell General dels Pirineus Orientals pel cantó de Ceret (1982-2001).
Va ser també diputat del Consell Regional del Llenguadoc-Rosselló (1986-1988) i diputat per la quarta circumscripció dels Pirineus Orientals a les eleccions legislatives franceses de 1988, 1993, 1997 i 2002. El 2007 decidí no presentar-se a les eleccions. Al 12 d'abril del 2009 li fou concedida la Legió d'Honor per 53 anys de serveis civils, militars i per responsabilitats electives.